# Jaromír Tuček
Jaromír Tuček (1846 Brodek u Přerova – 29. srpna 1923 Plzeň) byl český železniční inženýr, ředitel c. k. státních drah a vysoký úředník Ministerstva železnic.

## Život a působení
Po studiu na reálné škole v Olomouci a v Opavě studoval na vysoké škole technické v Brně a ve Vídni. Od roku 1867 byl asistentem v železárnách v Sobotíně a pak vedl stavby mostů v Haliči a v Malopolsku. Roku 1872 se stal inženýrem a přednostou výtopny v rakouském Steyru, budoval železniční dílny v Amstetten a roku 1876 byl jmenován referentem pro dílny a výtopny při generálním ředitelství státních drah ve Vídni. 1882 se stal přednostou inspektorátu vlakové dopravy v korutanském Villachu, 1885 referentem na ředitelství drah v Krakově a 1887 ve Lvově. Od roku 1889 byl zástupcem ředitele, vrchním inspektorem a ředitelem v Plzni. Roku 1896 byl jmenován ředitelem c. k. státních drah a vládním radou a roku 1905 byl povolán do ministerstva železnic jako přednosta odboru. Roku 1910 odešel do výslužby a za své zásluhy byl povýšen do šlechtického stavu.

## Vyznamenání
Jaromír Tuček byl komturem Řádu Františka Josefa, komandérem pruského Řádu koruny, španělského Řádu za zásluhy, perského Řádu lva a slunce a anglického Řádu královny Viktorie.